# SK Sigma Olomouc v evropských fotbalových pohárech
Toto je přehled všech výsledků fotbalového klubu SK Sigma Olomouc v evropských fotbalových pohárech.

## Přehled výsledků v evropských pohárech
| Sezóna  | Soutěž             | Kolo        | Soupeř                                                                                          | Skóre                                                                                           | Branky                                                                                          |
| ------- | ------------------ | ----------- | ----------------------------------------------------------------------------------------------- | ----------------------------------------------------------------------------------------------- | ----------------------------------------------------------------------------------------------- |
| 1986/87 | Pohár UEFA         | 1. kolo     | IFK Göteborg                                                                                    | 1:5 (1:1, 0:4)                                                                                  | Miroslav Mlejnek                                                                                |
| 1991/92 | Pohár UEFA         | 1. kolo     | Bangor FC                                                                                       | 6:0 (3:0, 3:0)                                                                                  | Radek Šindelář, Milan Kerbr, Radoslav Látal, Michal Gottwald                                    |
| 1991/92 | Pohár UEFA         | 2. kolo     | FK Torpedo Moskva                                                                               | 2:0 (2:0, 0:0)                                                                                  | Radek Šindelář, Jan Maroši                                                                      |
| 1991/92 | Pohár UEFA         | 3. kolo     | Hamburger SV                                                                                    | 6:2 (2:1, 4:1)                                                                                  | Pavel Hapal, Radoslav Látal, Milan Kerbr, Roman Hanus                                           |
| 1991/92 | Pohár UEFA         | Čtvrtfinále | Real Madrid                                                                                     | 1:2 (1:1, 0:1)                                                                                  | Pavel Hapal                                                                                     |
| 1992/93 | Pohár UEFA         | 1. kolo     | FC Universitatea Craiova                                                                        | 3:1 (1:0, 2:1)                                                                                  | Milan Kerbr, Tomáš Čapka                                                                        |
| 1992/93 | Pohár UEFA         | 2. kolo     | Fenerbahçe SK                                                                                   | 7:2 (0:1, 7:1)                                                                                  | Roman Hanus, Milan Kerbr, Jiří Barbořík, Jan Maroši, Robert Fiala, Jiří Vaďura                  |
| 1992/93 | Pohár UEFA         | 3. kolo     | Juventus FC                                                                                     | 1:7 (1:2, 0:5)                                                                                  | Jan Maroši                                                                                      |
| 1996/97 | Pohár UEFA         | 1. kolo     | Hutnik Krakov                                                                                   | 2:3 (1:0, 1:3)                                                                                  | Miroslav Baranek, Michal Kovář                                                                  |
| 1998/99 | Pohár UEFA         | 1. kolo     | Kilmarnock FC                                                                                   | 4:0 (2:0, 2:0)                                                                                  | Jiří Krohmer, Radim König, Marek Heinz, Josef Mucha                                             |
| 1998/99 | Pohár UEFA         | 2. kolo     | Olympique de Marseille                                                                          | 2:6 (2:2, 0:4)                                                                                  | Marek Heinz                                                                                     |
| 1999/00 | Pohár UEFA         | 1. kolo     | FC Sheriff Tiraspol                                                                             | 1:1 (1:1, 0:0)                                                                                  | Radoslav Kováč                                                                                  |
| 1999/00 | Pohár UEFA         | 2. kolo     | RCD Mallorca                                                                                    | 1:3 (1:3, 0:0)                                                                                  | David Kobylík                                                                                   |
| 2000    | Pohár Intertoto    | 1. kolo     | Araks Ararat FC                                                                                 | 3:1 (2:1, 1:0)                                                                                  | Stanislav Vlček                                                                                 |
| 2000    | Pohár Intertoto    | 2. kolo     | PFK Velbažd Kjustendil                                                                          | 8:2 (0:2, 8:0)                                                                                  | Stanislav Vlček, Michal Kovář                                                                   |
| 2000    | Pohár Intertoto    | 3. kolo     | NK Slaven Belupo                                                                                | 3:1 (1:1, 2:0)                                                                                  | Luděk Zdráhal, Pavel Hapal                                                                      |
| 2000    | Pohár Intertoto    | Semifinále  | FK Chmel Blšany                                                                                 | 3:1 (3:1, 0:0)                                                                                  | Pavel Hapal, Stanislav Vlček, Josef Mucha                                                       |
| 2000    | Pohár Intertoto    | Finále      | Udinese Calcio                                                                                  | 4:6 (2:2, 2:4 pp)                                                                               | Josef Mucha, Michal Kovář, Pavel Hapal                                                          |
| 2001/02 | Pohár UEFA         | 1. kolo     | Celta de Vigo                                                                                   | 4:7 (0:4, 4:3)                                                                                  | Josef Mucha, Patrik Siegl, David Kotrys                                                         |
| 2002/03 | Pohár UEFA         | 1. kolo     | FK Sarajevo                                                                                     | 3:3 (2:1, 1:2 - 3:5 pk)                                                                         | Pavel Putík, Paschal Ekwueme                                                                    |
| 2004/05 | Pohár UEFA         | 1. kolo     | FC Nistru Otaci                                                                                 | 6:1 (2:1, 4:0)                                                                                  | Martin Vyskočil, Martin Hudec, Peter Babnič, Radim Kučera, Aleš Bednář                          |
| 2004/05 | Pohár UEFA         | 2. kolo     | Real Zaragoza                                                                                   | 2:4 (0:1, 2:3)                                                                                  | Martin Hudec, David Kobylík                                                                     |
| 2005    | Pohár Intertoto    | 2. kolo     | Pogoń Szczecin                                                                                  | 1:0 (1:0, 0:0)                                                                                  | Peter Babnič                                                                                    |
| 2005    | Pohár Intertoto    | 3. kolo     | Borussia Dortmund                                                                               | 1:1 (1:1, 0:0)                                                                                  | Jan Koller (vlastní)                                                                            |
| 2005    | Pohár Intertoto    | Semifinále  | Hamburger SV                                                                                    | 0:4 (0:1, 0:3)                                                                                  | —                                                                                               |
| 2009/10 | Evropská liga UEFA | 2. předkolo | Fram Reykjavík                                                                                  | 3:1 (1:1, 2:0)                                                                                  | Daniel Silva Rossi, Michal Hubník, Rudolf Otepka                                                |
| 2009/10 | Evropská liga UEFA | 3. předkolo | Aberdeen FC                                                                                     | 8:1 (5:1, 3:0)                                                                                  | Michal Hubník, Lukáš Bajer, Jakub Petr, Michal Ordoš, Tomáš Hořava, Tomáš Janotka, Marek Kaščák |
| 2009/10 | Evropská liga UEFA | 4. předkolo | Everton FC                                                                                      | 1:5 (0:4, 1:1)                                                                                  | Pavel Šultes                                                                                    |
| 2012/13 | Evropská liga UEFA | 3. předkolo | Kvůli údajné korupci klub UEFA potrestala zákazem startu a v předkole nakonec tedy nestartoval. | Kvůli údajné korupci klub UEFA potrestala zákazem startu a v předkole nakonec tedy nestartoval. | Kvůli údajné korupci klub UEFA potrestala zákazem startu a v předkole nakonec tedy nestartoval. |
| 2018/19 | Evropská liga UEFA | 3. předkolo | FK Kajrat Almaty                                                                                | 4:1 (2:0, 2:1)                                                                                  | Martin Sladký, Václav Pilař, Martin Nešpor, David Houska                                        |
| 2018/19 | Evropská liga UEFA | 4. předkolo | Sevilla FC                                                                                      | 0:4 (0:1, 0:3)                                                                                  | —                                                                                               |